# Euthalia monilis
Euthalia monilis är en fjärilsart som beskrevs av Moore 1897. Euthalia monilis ingår i släktet Euthalia och familjen praktfjärilar. Inga underarter finns listade i Catalogue of Life.